# Ankimarowo
Ankimarowo (ros. Анкимарово) – wieś w Rosji, w rejonie szeksnińkim obwodu wołogodzkiego. W 2010 r. liczyła 7 mieszkańców.